# Ferrières-Saint-Mary
Pour les articles homonymes, voir Saint-Mary.
Ferrières-Saint-Mary est une commune française située dans le département du Cantal en région administrative Auvergne-Rhône-Alpes.

## Géographie
Le village est situé dans la vallée de l'Alagnon à l'extrémité sud-est des monts du Cézallier.Le point culminant de la commune est le volcan Mont Journal  1180 mètres .

### Communes limitrophes
Les communes limitrophes sont Bonnac, Joursac, Peyrusse, Rézentières, Saint-Mary-le-Plain, Talizat et Valjouze.
| Peyrusse |                      | Bonnac              |
|          | Ferrières-Saint-Mary | Saint-Mary-le-Plain |
| Joursac  | Talizat Valjouze     | Rézentières         |

En plus du bourg principal, la commune compte neuf autres villages :
- Chabrial
- Labro
- Lachaud
- Le Ventoux
- L'Usclade
- Mousteroux
- Signalade
- Saint-Mary-le-Cros
- Videt

### Transports
- Gare de Ferrières-Saint-Mary.

### Hydrographie
La commune est traversée d'ouest en est par l'Alagnon.

### Climat
Pour des articles plus généraux, voir Climat d'Auvergne-Rhône-Alpes et Climat du Cantal.
En 2010, le climat de la commune est de type climat océanique altéré, selon une étude du CNRS s'appuyant sur une série de données couvrant la période 1971-2000. En 2020, Météo-France publie une typologie des climats de la France métropolitaine dans laquelle la commune est exposée à un climat de montagne ou de marges de montagne et est dans la région climatique  Nord-est du Massif Central, caractérisée par une pluviométrie annuelle de 800 à 1 200 mm, bien répartie dans l’année. 
Pour la période 1971-2000, la température annuelle moyenne est de 9 °C, avec une amplitude thermique annuelle de 14,4 °C. Le cumul annuel moyen de précipitations est de 923 mm, avec 10,2 jours de précipitations en janvier et 6,6 jours en juillet. Pour la période 1991-2020, la température moyenne annuelle observée sur la station météorologique de Météo-France la plus proche, sur la commune de Talizat à 8 km à vol d'oiseau, est de 8,7 °C et le cumul annuel moyen de précipitations est de 757,1 mm,. Pour l'avenir, les paramètres climatiques de la commune estimés pour 2050 selon différents scénarios d'émission de gaz à effet de serre sont consultables sur un site dédié publié par Météo-France en novembre 2022.

## Urbanisme

### Typologie
Au 1er janvier 2024, Ferrières-Saint-Mary est catégorisée commune rurale à habitat dispersé, selon la nouvelle grille communale de densité à 7 niveaux définie par l'Insee en 2022.
Elle est située hors unité urbaine et hors attraction des villes,.

### Occupation des sols
L'occupation des sols de la commune, telle qu'elle ressort de la base de données européenne d’occupation biophysique des sols Corine Land Cover (CLC), est marquée par l'importance des territoires agricoles (53,8 % en 2018), une proportion sensiblement équivalente à celle de 1990 (53,9 %). La répartition détaillée en 2018 est la suivante : 
prairies (51,9 %), forêts (46,1 %), zones agricoles hétérogènes (1,9 %), milieux à végétation arbustive et/ou herbacée (0,1 %). L'évolution de l’occupation des sols de la commune et de ses infrastructures peut être observée sur les différentes représentations cartographiques du territoire : la carte de Cassini (XVIIIe siècle), la carte d'état-major (1820-1866) et les cartes ou photos aériennes de l'IGN pour la période actuelle (1950 à aujourd'hui).

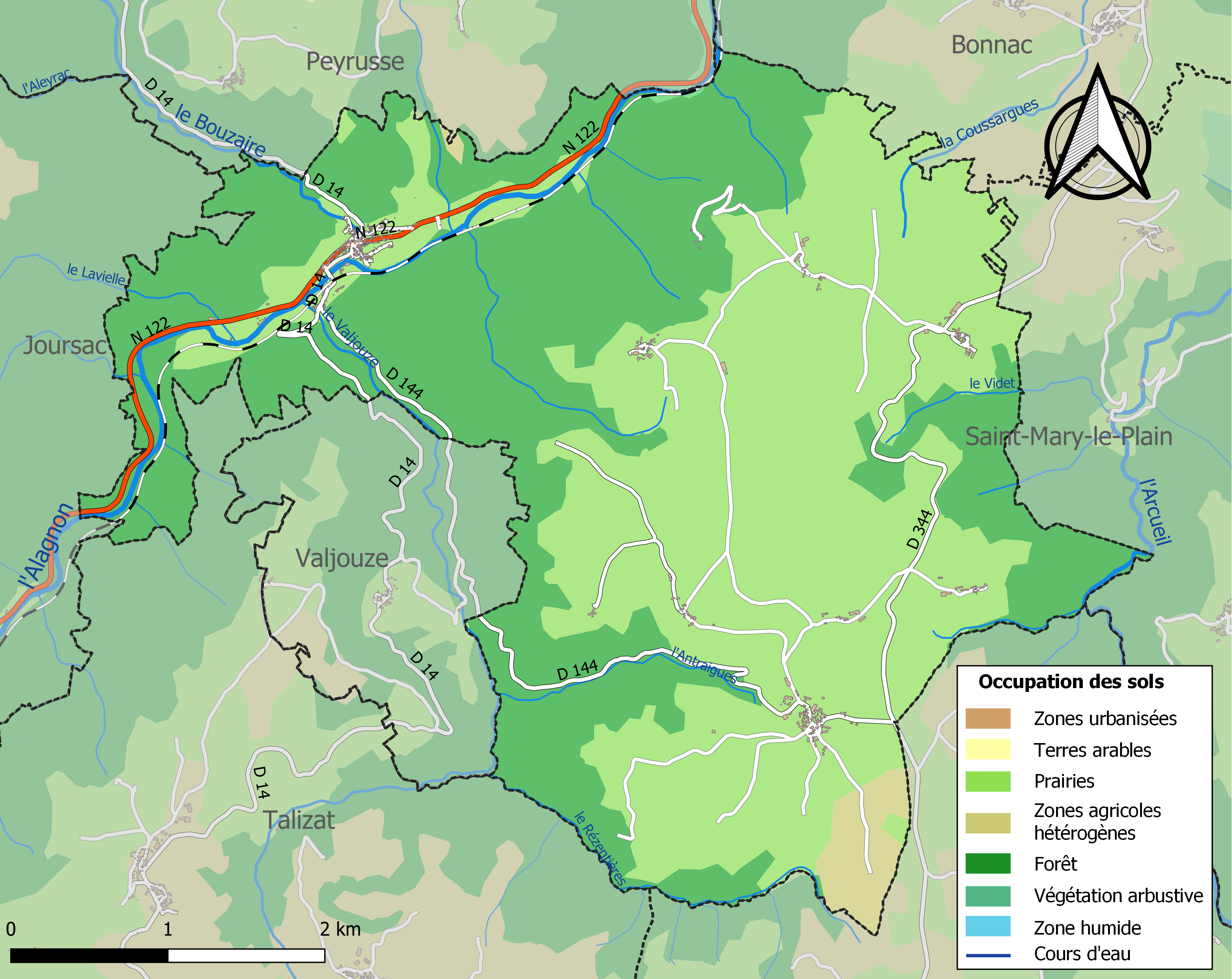
Carte des infrastructures et de l'occupation des sols de la commune en 2018 (CLC).

### Habitat et logement
En 2018, le nombre total de logements dans la commune était de 245, alors qu'il était de 245 en 2013 et de 238 en 2008.
Parmi ces logements, 48,7 % étaient des résidences principales, 41,5 % des résidences secondaires et 9,9 % des logements vacants. Ces logements étaient pour 95,5 % d'entre eux des maisons individuelles et pour 4,1 % des appartements.
Le tableau ci-dessous présente la typologie des logements à Ferrières-Saint-Mary en 2018 en comparaison avec celle du Cantal et de la France entière. Une caractéristique marquante du parc de logements est ainsi une proportion de résidences secondaires et logements occasionnels (41,5 %) supérieure à celle du département (20,4 %) et à celle de la France entière (9,7 %). Concernant le statut d'occupation de ces logements, 86,5 % des habitants de la commune sont propriétaires de leur logement (81,6 % en 2013), contre 70,4 % pour le Cantal et 57,5 pour la France entière.
| Typologie                                               | Ferrières-Saint-Mary | Cantal | France entière |
| ------------------------------------------------------- | -------------------- | ------ | -------------- |
| Résidences principales (en %)                           | 48,7                 | 67,7   | 82,1           |
| Résidences secondaires et logements occasionnels (en %) | 41,5                 | 20,4   | 9,7            |
| Logements vacants (en %)                                | 9,9                  | 11,9   | 8,2            |

## Toponymie
Attestée sous la forme Ferrieyras au XIIe siècle.
Du pluriel de l'occitan auvergnat ferrièra, « forge catalane, mine de fer » (en réalité, la forme locale auvergnate est Farreiras), pluriel du latin ferraria, « Installation pour extraire, fondre et forger le fer ». Dérivé de fer, avec le suffixe -ière.

## Histoire
Jusqu'en 1890, la commune se nommait Saint-Mary-le-Cros et avait son chef-lieu dans ce village. C'est à cette date que le chef-lieu de la commune a été transféré au hameau de Ferrières et que la commune a pris le nom de « Ferrières-Saint-Mary ».

## Politique et administration

### Administration municipale
| Période                                  | Période                    | Identité               | Étiquette | Qualité              |
| ---------------------------------------- | -------------------------- | ---------------------- | --------- | -------------------- |
| Les données manquantes sont à compléter. |                            |                        |           |                      |
| mars 1965                                | mars 2001                  | François Aurouze       |           |                      |
| mars 2001                                | mars 2008                  | Mme Geneviève Bertrand |           |                      |
| mars 2008                                | avril 2014                 | Alain Cros             |           | Agriculteur          |
| avril 2014                               | juillet 2020               | Michel Pouilhe         |           | Artisan              |
| juillet 2020                             | En cours (au 21 août 2020) | Franck de Magalhaes    | DVD       | Directeur de cabinet |

## Population et société

### Démographie
L'évolution du nombre d'habitants est connue à travers les recensements de la population effectués dans la commune depuis 1793. Pour les communes de moins de 10 000 habitants, une enquête de recensement portant sur toute la population est réalisée tous les cinq ans, les populations de référence des années intermédiaires étant quant à elles estimées par interpolation ou extrapolation. Pour la commune, le premier recensement exhaustif entrant dans le cadre du nouveau dispositif a été réalisé en 2006.

En 2022, la commune comptait 238 habitants, en évolution de −2,46 % par rapport à 2016 (Cantal : −1,08 %, France hors Mayotte : +2,11 %).
| 1793 | 1800 | 1806 | 1821 | 1831 | 1836 | 1841 | 1846 | 1851 |
| ---- | ---- | ---- | ---- | ---- | ---- | ---- | ---- | ---- |
| 840  | 620  | 853  | 826  | 829  | 882  | 905  | 935  | 867  |

| 1856 | 1861 | 1866 | 1872 | 1876 | 1881 | 1886  | 1891  | 1896 |
| ---- | ---- | ---- | ---- | ---- | ---- | ----- | ----- | ---- |
| 863  | 961  | 923  | 894  | 921  | 937  | 1 125 | 1 052 | 859  |

| 1901 | 1906 | 1911 | 1921 | 1926 | 1931 | 1936 | 1946 | 1954 |
| ---- | ---- | ---- | ---- | ---- | ---- | ---- | ---- | ---- |
| 878  | 890  | 784  | 725  | 724  | 617  | 657  | 641  | 606  |

| 1962 | 1968 | 1975 | 1982 | 1990 | 1999 | 2006 | 2011 | 2016 |
| ---- | ---- | ---- | ---- | ---- | ---- | ---- | ---- | ---- |
| 564  | 519  | 476  | 436  | 402  | 299  | 255  | 253  | 244  |

| 2021 | 2022 | - | - | - | - | - | - | - |
| ---- | ---- | - | - | - | - | - | - | - |
| 241  | 238  | - | - | - | - | - | - | - |

## Culture locale et patrimoine

### Lieux et monuments
- Église de Saint-Mary-le-Cros, église romane rebâtie en XIXe siècle, inscrite au titre des monuments historiques en 1992[20].
- Église de Ferrières.
- Le Mont Journal, près duquel Saint Mary est présumé avoir vécu en ermite.

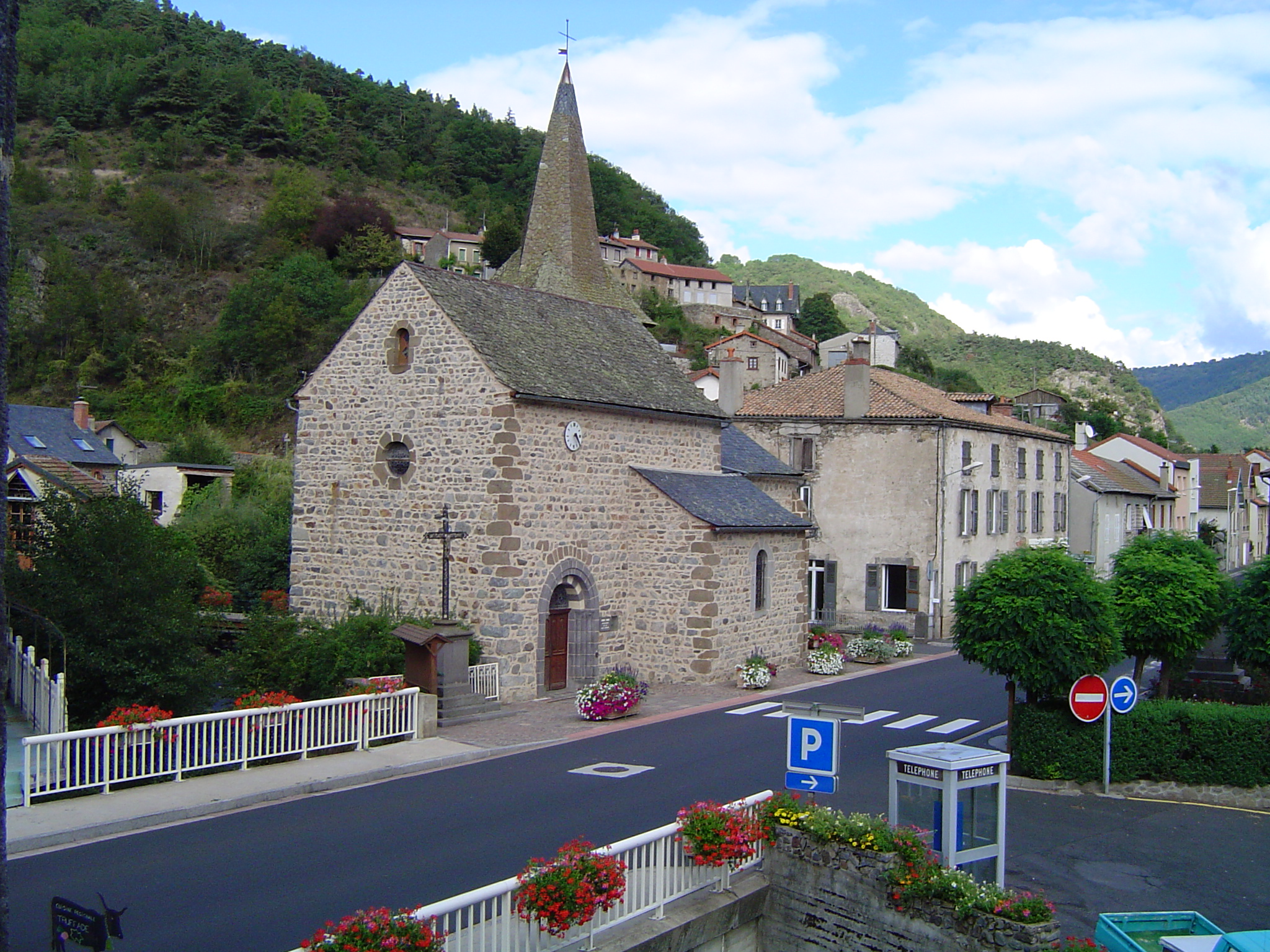
Église dans le bourg de Ferrières-Saint-Mary.
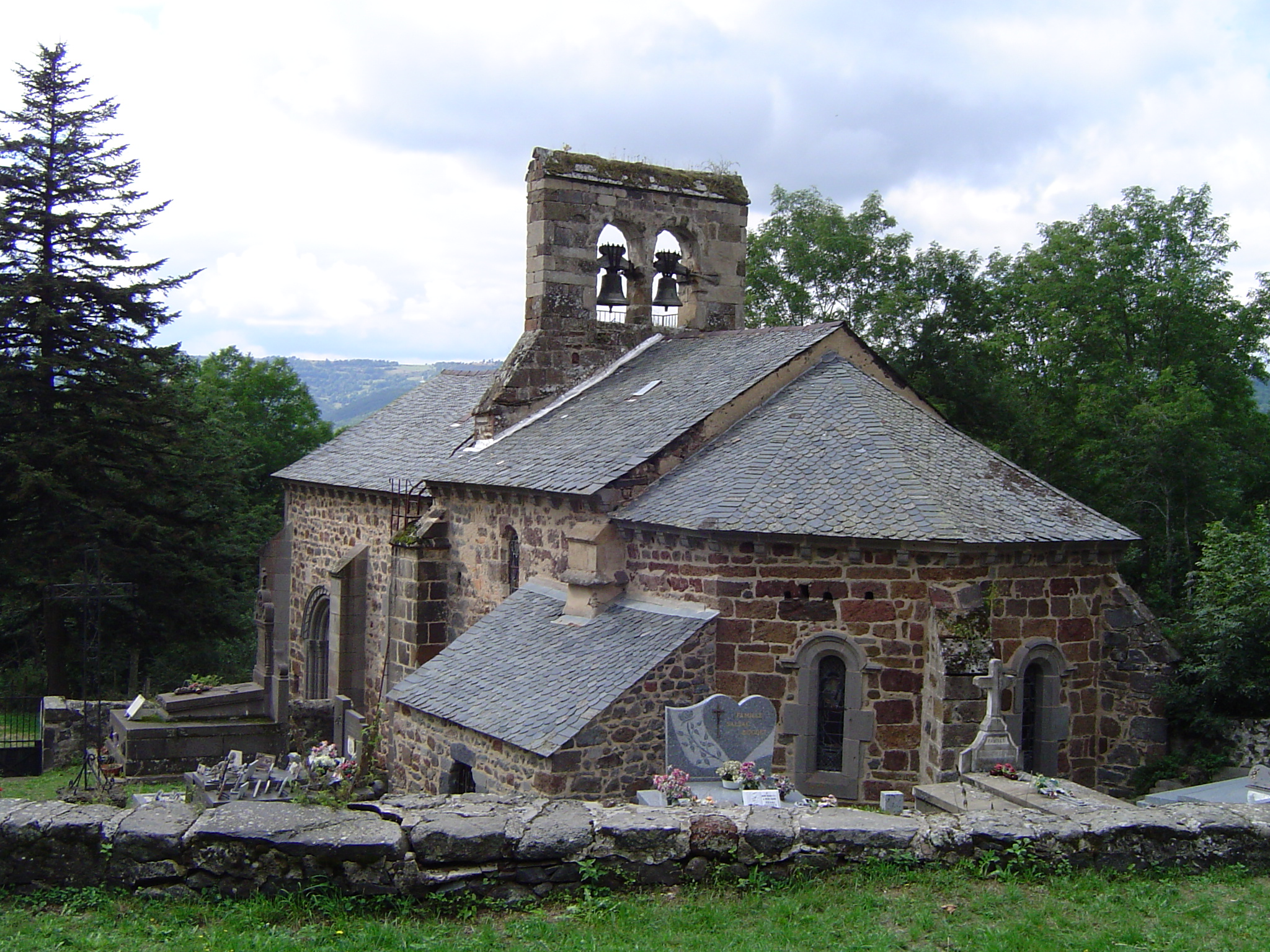
Église de Saint-Mary-le-Cros.

### Personnalités liées à la commune
- Saint Mary, à qui l'on attribue la christianisation de cette partie de l'Auvergne et dont les reliques furent transférées au XIe siècle à la Basilique Notre-Dame-des-Miracles de Mauriac.
- Pierre de Vaissière (1867-1942), archiviste et historien mort sur la commune.
- Henry Fontanier (1880-1936), professeur agrégé d'histoire et député du Cantal né sur la commune.

### Héraldique
| Blason de Ferrières-Saint-Mary | Blason  | D'azur à trois fers à cheval d'argent accompagnés en pointe d'une branche de hêtre de sinople* posée en bande à senestre et d'une branche de chêne du même* posée en barre à senestre, les tiges passées en sautoir en pointe. |
| Blason de Ferrières-Saint-Mary | Détails | * Il y a là non-respect de la règle de contrariété des couleurs : ces armes sont fautives (sinople sur azur). Le statut officiel du blason reste à déterminer.                                                                 |